# Stadion Shah Alam
Stadion Shah Alam – wielofunkcyjny stadion w Shah Alam, w Malezji, Kuala Lumpur. Wyposażony jest w bieżnię lekkoatletyczną i częściowo zadaszone trybuny dla 69 372 widzów. Swoje spotkania rozgrywa na nim drużyna Selangor FA. Został wybudowany w latach 1990–1994. Obiekt był jedną z aren piłkarskich młodzieżowych Mistrzostw Świata 1997, kobiecych Mistrzostw Azji U-16 2007 oraz Pucharu Azji 2007.